# Никулино (Рязанская область)
Никулино — деревня в Клепиковском районе Рязанской области. Входит в состав Ненашкинского сельского поселения.

## География
Находится в северной части Рязанской области на расстоянии приблизительно 3 км на север по прямой от районного центра города Спас-Клепики.

## История
На карте 1850 года показана как поселение Микулина с 14 дворами. В 1859 году здесь (тогда деревня Рязанского уезда Рязанской губернии) было учтено 8 дворов, в 1897 — 12.

## Население
Численность населения: 61 человек (1859 год), 72 (1897), 2 в 2002 году (русские 100 %), 2 в 2010.